# Emilia Dankwa

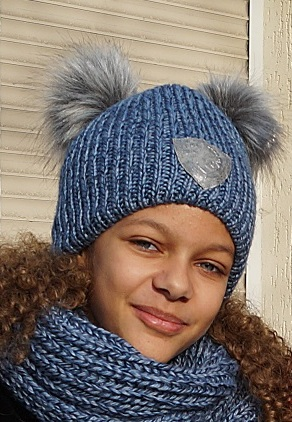
Emilia Dankwa, 2019

Emilia Dankwa (* 16. Dezember 2005 in Warschau) ist eine polnische Schauspielerin und Model.

## Leben und Karriere
Dankwa wurde am 16. Dezember 2005 in Warschau geboren. Sie ist die Tochter der Redakteurin Monika Bekier und des Filmeditors Eryk Dankwa. Ihr Großvater väterlicherseits stammt aus Ghana.
Ihr Debüt gab sie 2012 in dem Film Być jak Kazimierz Deyna. Im selben Jahr übernahm sie die wiederkehrende Rolle der Zosia in der polnischen Fernsehserie Rodzinka.pl, die sie bis 2020 spielte. Außerdem war sie in Na krawędzi.  2014 wurde Danka für die Serie M jak miłość gecastet. Unter anderem spielte sie 2017 in Belfer mit.
Neben ihrer Schauspielkarriere arbeitet sie auch als Model.

## Filmografie
Filme
- 2012: Być jak Kazimierz Deyna
- 2014: Close-ups

Serien
- 2012: Na krawędzi
- 2012: Prawo Agaty
- 2012–2020: Rodzinka.pl
- 2014: M jak miłość
- 2017: Belfer
- 2023: Tylko nie piątek!

Sendung
- 2024: Cudowne lata